# Loliano Mavórcio
Quinto Flávio Mésio Egnácio Loliano Mavórcio (em latim: Quintus Flavius Maesius Egnatius Lollianus signo Mavortius) foi um oficial romano do século IV, ativo durante o reinado dos imperadores Constantino (r. 306–337) e Constâncio II (r. 337–361). Teve uma longa carreira de sucesso, ocupando vários ofícios ao longo de sua vida, tanto militares como administrativos.

## Vida
Loliano Mavórcio era um pagão e presumivelmente descendente do cônsul sufeto Lúcio Egnácio Vitor Loliano. Teve filhos, dos quais se sabe o nome de dois: Plácido Severo e Quinto Flávio Mésio Cornélio Egnácio Severo Loliano. Ele foi patrão de Putéolos e Suessa. Sua carreira é descrita numa série de inscrições: VI 30895=D 3426 de Roma e 2-5 da Campânia; D 1223=X 4752 de Suessa e 3-5 de Putéolos; D 1224a=X 1695; D 1224b e VI 37112; e D 8943=VI 36951. As inscrições citam-o como homem claríssimo e descrevem seus ofícios, mas muito deles não são datados e foram conjecturalmente organizados pela PIRT. Segundo eles, sua primeira posição foi como pretor urbano e então tornar-se-ia áugure público. Depois foi nomeado curador do Tibre e da Cloaca Máxima, o esgoto de Roma, e então curador das obras públicas.
Em 328, foi nomeado curador/consular dos aquedutos e do Pórtico de Minúcio. Em 328/334, tornou-se consular da Campânia e em 329/335 foi nomeado conde flavial. Em 330/336, possivelmente em 336, era conde do Oriente, e em 334/337, quando Fírmico Materno publicou seu Matesis, talvez foi conde da primeira ordem e procônsul da África. Parece que Loliano caiu do favor imperial, pois Materno dedicou-lhe sua obra de astrologia. Entre 1 de abril e 6 de julho de 342, assume a posição de prefeito urbano de Roma e então torna-se novamente conde da primeira ordem dentro do palácio (intra palatium). Em 355, foi eleito cônsul posterior com Arbício. Entre 355-356, segundo uma série de leis preservadas no Código de Teodósio, foi prefeito pretoriano da Ilíria. Pelo que é possível inferir com a interpolação da informação das leis e o relato de Amiano Marcelino, Loliano ocupou esse ofício com Úrsulo como seu colega.